# Liangshan (köpinghuvudort i Kina, Shaanxi, lat 34,62, long 108,19)
Liangshan (kinesiska: 梁山, 梁山镇) är en köpinghuvudort i Kina. Den ligger i provinsen Shaanxi, i den nordvästra delen av landet, omkring 76 kilometer nordväst om provinshuvudstaden Xi'an. Antalet invånare är 16 178. Befolkningen består av 8 168 kvinnor och 8 010 män. Barn under 15 år utgör 15,0 %, vuxna 15-64 år 73 %, och äldre över 65 år 10,0 %.
Runt Liangshan är det tätbefolkat, med 442 invånare per kvadratkilometer. Närmaste större samhälle är Jianjun, 9,2 km nordväst om Liangshan. Trakten runt Liangshan består till största delen av jordbruksmark.
Genomsnittlig årsnederbörd är 643 millimeter. Den regnigaste månaden är september, med i genomsnitt 150 mm nederbörd, och den torraste är december, med 1 mm nederbörd.